# Karl August von Steinheil
Carl August von Steinheil (12 de octubre de 1801 - 14 de septiembre de 1870) fue un físico, inventor, ingeniero, astrónomo y empresario alemán.

## Biografía
Steinheil nació en Ribeauvillé, Alsacia. Estudió Derecho en Erlangen desde 1821, y a continuación astronomía en Gotinga y Königsberg. Continuó sus estudios en astronomía y física, tras trasladarse a vivir en la mansión de su padre en Perlachseck, cerca de Múnich. Fue profesor de matemáticas y física en la Universidad de Múnich desde 1832 hasta 1849.
Steinheil en 1836 creó la primera escritura telegráfica (ver secuencia de comandos Steinheil), pero en la práctica no llegó a implantarse, superado por la pujanza del código Morse. En 1838 descubrió en experimentos en el ferrocarril de Baviera Ludwig en Fürth el "retorno a tierra". Esto significó una importante simplificación en el telégrafo, ya que no se necesitaba el cable de retorno.
En 1839, Steinheil utilizó cloruro de plata y una cámara de cartón para hacer fotografías en negativo desde el Museo de Arte de la Catedral de Nuestra Señora de Múnich, para luego tomar otra imagen del negativo obteniendo el positivo. Las imágenes eran circulares, de alrededor de cuatro centímetros de ancho. La forma de obtener estas imágenes se llama "método Steinheil". Es considerado el autor del primer daguerrotipo realizado en Alemania.
En 1842 el gobierno de Baviera lo contrató para regular los pesos y medidas de Baviera. De este trabajo logró mejoras de las escalas de la cerveza y el alcohol. En 1846 Steinheil fue requerido en Nápoles para instalar un nuevo sistema de unidades de pesos y medidas.
Tres años más tarde, en 1849, se incorporó como director general al Consejo de Telegrafía del Ministerio de Comercio de Austria, diseñando una red de telégrafo para todo el imperio. En 1850 ayudó a formar la "Deutsch-Österreichischer Telegraphenverein" (Sociedad Germano-Austriaca de Telégrafos). En 1851 comenzó la red telegráfica suiza.
En 1845 regresó a Múnich como "Konservator" (conservador) de las colecciones de física y matemáticas, y fue ascendido a secretario en el Ministerio de Comercio Exterior de Baviera.
En 1854 fundó la empresa de óptica astronómica CA Steinheil und Söhne para construir telescopios y espectrógrafos y fotómetros (su invención, que se utiliza para medir el brillo). Allí se fabricaron entre otros los grandes telescopios de los observatorios de Upsala, Mannheim, Leipzig y Utrecht. Telescopios refractores y reflectores con espejos recubiertos de plata fueron algunos de sus productos. El plateado se realizaba mediante un proceso desarrollado por su amigo Justus Liebig. Desde 1862, sus hijos continuaron la compañía.
Steinheil murió en Múnich, Baviera, en 1870. Su tumba aún se puede encontrar en el Alter Sudfriedhof.

## Imágenes
|  |  |  |

## Invenciones
- Toma de tierra

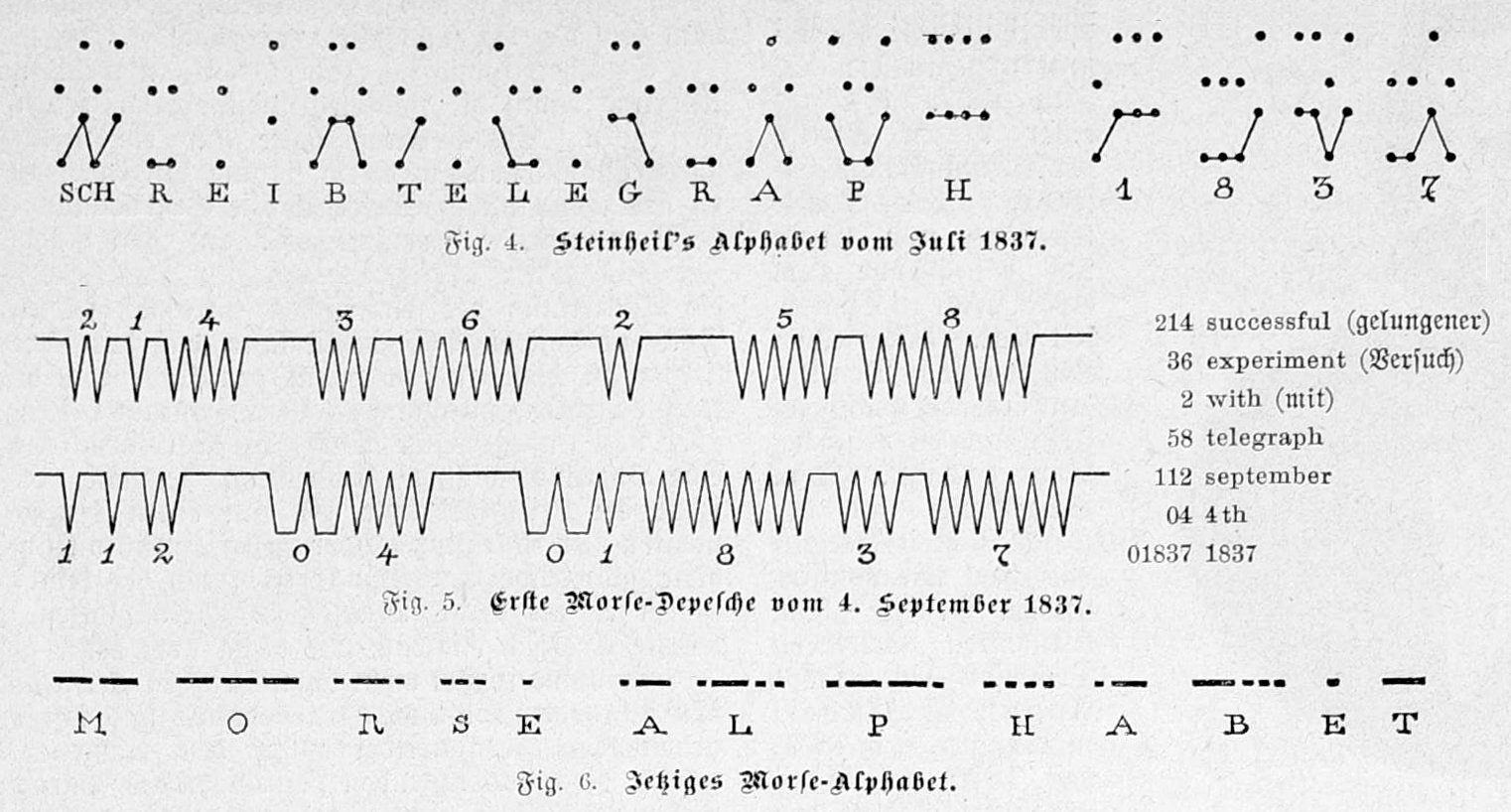
Comparación del código Steinheil con el Morse

- impresión de telégrafo (no se hará público)
- Reloj eléctrico.
- El código Steinheil (código de puntos para imprimir en papel a través del telégrafo, no se utilizan debido a la adopción del Código Morse)
- Doblete Steinheil, juego de lentes acromáticas.
- Objetivo fotográfico "Aplanat".
- Recubrimiento de plata de las superficies de vidrio curvado (junto con Léon Foucault) allanando el camino de los telescopios reflectores.

## Legado

### Eponimia
- El cráter lunar Steinheil,[5] de 67 km de diámetro, se bautizó con su nombre. Es un cráter de impacto situado en las escarpadas montañas del sureste de la Luna, cerca de cráter Watt, de tamaño similar.
- El asteroide (30837) Steinheil lleva este nombre en su memoria.[6]

- Un mineral lleva su nombre: Steinheilita, pero generalmente es conocido como cordierita.